# トルネ谷

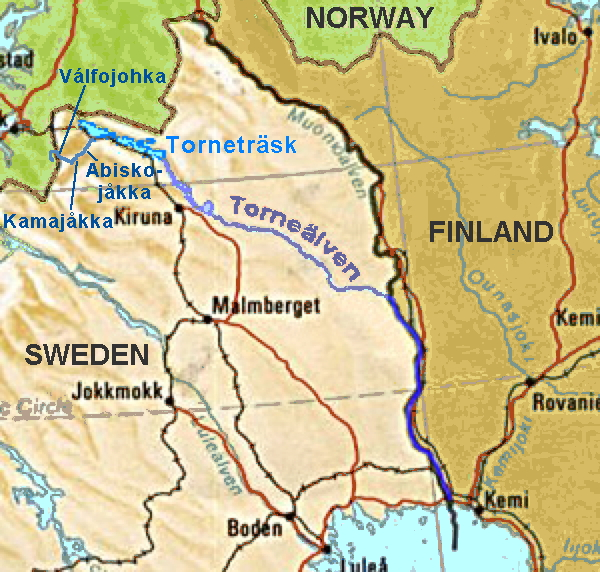
トルネ川の位置

トルネ谷（トルネたに）はスウェーデンとフィンランドの国境付近にある谷。
ボスニア湾の中に流れるトルネ川にちなんで命名された。トルネ谷に接している都市には、ハパランダ、トルニオ、ユリトルニオ、パヤラなどがある。これらの都市群をトルネダーレン（Tornedalen）と言う。

## 自然
トルネ川やムオニオ川の浸食作用によって谷は非常に大きくなっている。北部地域ではパルサの周氷河地形が広がり、一帯には泥炭地、ボグ、フェン、フラークなどの湿地およびツンドラ、小川、淡水湖とヒメカンバなどの山岳地帯のカバノキの森林が多い。南部に行くとチャミズゴケ、スゲ、ミズドクサの生える草地およびトウヒ属、マツ属などの森林も多くなる。
生物は北極地域、寒帯または亜寒帯の生息種が多い。鳥類はエリマキシギ、オオジュリン、ツメナガホオジロ、アカエリヒレアシシギ、ヨーロッパムナグロ、ヒドリガモ、キンクロハジロ、カワアイサ、オオハクチョウ、ヒシクイ、ミコアイサ、ハヤブサ、イヌワシ、コチョウゲンボウ、ハイイロチュウヒ、ミサゴ、キョクアジサシ、ホオジロガモなどが見られ、特にカモ類と渉禽類の渡り鳥が多い。哺乳類はオオカミ、クズリ、ホッキョクギツネなどが生息しており、ヒグマ、オオヤマネコ、ユーラシアカワウソも見られる。河川の中にはブラウントラウトやホッキョクイワナなどのバルト海のサケ類などが繁殖を行う。一帯にはトナカイの放牧を行うサーミ人が多く住んでおり、ラムサール条約登録地も多い。

## 歴史
1809年以前はスウェーデンとフィンランドの両属地域だった。
フィンランドがロシア帝国に侵略されたときに、初めてスウェーデンとの国境が引かれて分断された。ロシア侵略後も20世紀までトルネ谷周辺の住民はフィンランド語を母語としている者が多かったが、その後学校教育の普及などの影響によりスウェーデン語が主流になった。

## フランスによる一大測地測量事業

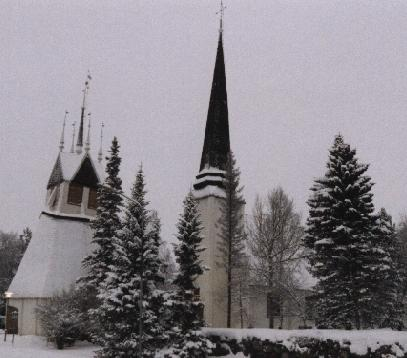
トルニオ教会。教会塔の尖塔は、モーペルテュイらの測量の目標物のひとつとして使われた。教会は1686年にMatti Joosepinpoika Härmäにより建立された。

1736年から1737年にかけて、フランス科学アカデミーが地球の形状を測定するための測量事業を挙行した。測量遠征隊のうち一隊は赤道付近の測量を行うためペルー（現在のエクアドル）へ、もう一隊は北極圏付近の測量を行うためトルネ谷へ派遣された。
トルネ谷測量隊はピエール・ルイ・モーペルテュイが率いることとなり、スウェーデンの代表として、アンデルス・セルシウスが一隊に加わった。一隊は1736年6月19日にトルニオ入りし、翌年の6月10日にフランスへの帰路に発った。彼らは緯度1度に相当する子午線弧長をおおよそ111kmと求めた。測量した子午線弧の南端はトルニオ教会の教会塔、北端はキッティスヴァーラの丘であった。子午線弧長の測定の結果、モーペルテュイ一行は地球形状について、アイザック・ニュートンが予想したとおり、極方向に扁平した扁球であることを証明することができた。
このときの旅程の様子を記したモーペルテュイと測量隊の一員であったレジノー・ウーティエの書物には、18世紀当時のラップランドにおける自然・文化についての多くの記述があり、多くの旅行者をトルネ谷へといざなうものとなっている。